# Boca Raton
Boca Raton este un oraș în Comitatul Palm Beach, Florida, Statele Unite ale Americii, încorporat în mai 1925. La recensământul din 2000, orașul avea o populație de 74.764 de locuitori. Populația în 2006 se estimează că a fost de 86.396. Recensământul din 2010 a arătat că acest număr a scăzut cu 2.004, până la 84.392.

## Clima
| Date climatice pentru Boca Raton, Florida | Date climatice pentru Boca Raton, Florida | Date climatice pentru Boca Raton, Florida | Date climatice pentru Boca Raton, Florida | Date climatice pentru Boca Raton, Florida | Date climatice pentru Boca Raton, Florida | Date climatice pentru Boca Raton, Florida | Date climatice pentru Boca Raton, Florida | Date climatice pentru Boca Raton, Florida | Date climatice pentru Boca Raton, Florida | Date climatice pentru Boca Raton, Florida | Date climatice pentru Boca Raton, Florida | Date climatice pentru Boca Raton, Florida | Date climatice pentru Boca Raton, Florida |
| Luna                                      | Ian                                       | Feb                                       | Mar                                       | Apr                                       | Mai                                       | Iun                                       | Iul                                       | Aug                                       | Sep                                       | Oct                                       | Nov                                       | Dec                                       | Anual                                     |
| ----------------------------------------- | ----------------------------------------- | ----------------------------------------- | ----------------------------------------- | ----------------------------------------- | ----------------------------------------- | ----------------------------------------- | ----------------------------------------- | ----------------------------------------- | ----------------------------------------- | ----------------------------------------- | ----------------------------------------- | ----------------------------------------- | ----------------------------------------- |
| Maxima istorică °F (°C)                   | 88 (31)                                   | 94 (34)                                   | 92 (33)                                   | 94 (34)                                   | 98 (37)                                   | 98 (37)                                   | 99 (37)                                   | 98 (37)                                   | 98 (37)                                   | 98 (37)                                   | 91 (33)                                   | 89 (32)                                   | 99 (37)                                   |
| Maxima medie °F (°C)                      | 75 (24)                                   | 77 (25)                                   | 79 (26)                                   | 82 (28)                                   | 86 (30)                                   | 89 (32)                                   | 90 (32)                                   | 90 (32)                                   | 89 (32)                                   | 86 (30)                                   | 81 (27)                                   | 77 (25)                                   | 83,4 (28,6)                               |
| Media zilnică °F (°C)                     | 66 (19)                                   | 68 (20)                                   | 71 (22)                                   | 74 (23)                                   | 79 (26)                                   | 82 (28)                                   | 83 (28)                                   | 83 (28)                                   | 82 (28)                                   | 79 (26)                                   | 74 (23)                                   | 69 (21)                                   | 75,8 (24,4)                               |
| Minima medie °F (°C)                      | 57 (14)                                   | 59 (15)                                   | 62 (17)                                   | 66 (19)                                   | 71 (22)                                   | 75 (24)                                   | 75 (24)                                   | 76 (24)                                   | 75 (24)                                   | 72 (22)                                   | 66 (19)                                   | 60 (16)                                   | 67,8 (19,9)                               |
| Minima istorică °F (°C)                   | 28 (−2)                                   | 31 (−1)                                   | 32 (0)                                    | 40 (4)                                    | 54 (12)                                   | 60 (16)                                   | 64 (18)                                   | 66 (19)                                   | 61 (16)                                   | 47 (8)                                    | 35 (2)                                    | 30 (−1)                                   | 28 (−2)                                   |
| Precipitații inches (mm)                  | 2.78 (70.6)                               | 2.76 (70.1)                               | 3.00 (76.2)                               | 3.40 (86.4)                               | 5.73 (145.5)                              | 7.31 (185.7)                              | 5.94 (150.9)                              | 6.91 (175.5)                              | 7.01 (178.1)                              | 5.73 (145.5)                              | 4.24 (107.7)                              | 2.46 (62.5)                               | 57,27 (1.454,7)                           |
| Sursă: The Weather Channel                |                                           |                                           |                                           |                                           |                                           |                                           |                                           |                                           |                                           |                                           |                                           |                                           |                                           |

## Personalități născute aici
- Ariana Grande (n. 1993), actriță, cântăreață.